# Raynans
Raynans é uma comuna francesa na região administrativa de Borgonha-Franco-Condado, no departamento de Doubs. Estende-se por uma área de 4,03 km². Em 2010 a comuna tinha 341 habitantes (densidade: 84,6 hab./km²).